# 동인동 찜갈비 골목
동인동 찜갈비(한국 한자: 東仁洞-)는 대구광역시 중구 동인동 일대에서 소갈비를 고춧가루와 마늘을 주 양념으로 하여 맵게 조리한 음식이다. 동인동 찜갈비는 대구10미 중 하나로, 지역을 대표하는 향토음식이다.

## 개요
동인동 찜갈비는 소갈비를 매운 고춧가루와 다진 마늘을 주 양념으로 조리한 음식으로, 양은 냄비에 담아 조리하는 것이 특징이다. 맵고 달짝지근한 맛으로 혀가 얼얼할 정도의 매운맛을 내며, 대구 지역의 독특한 음식 문화를 잘 보여주는 대표적인 음식이다.

## 연원 및 변천
동인동 찜갈비는 1960년대 후반 대구광역시 중구 동인동의 한 실비집에서 시작되었다. 당시 공사 현장 인부들의 요청에 따라 소갈비와 매운 양념을 양재기에 넣고 끓여 주던 찌개가 변화를 거쳐 현재의 찜갈비로 발전하였다.
동인동 찜갈비는 일반적인 간장 갈비찜과 달리 야채를 넣지 않고, 매운 고춧가루와 마늘을 사용해 얼큰하고 깊은 맛을 낸다. 열전도율이 높은 양은 냄비에 조리하여 양념이 골고루 배이도록 익히며, 부드러운 고기와 백김치, 물김치와의 조화가 일품이다. 남은 양념에 참기름과 김가루를 넣고 밥을 비벼 먹는 맛도 유명하다.

## 만드는 법
1. 소갈비의 힘줄과 기름기를 제거하고 칼집을 넣은 후 찬물에 담가 핏물을 충분히 뺀다.
2. 핏물을 뺀 소갈비를 대파, 생강, 양파, 배즙 등과 함께 재운 후 끓는 물에 반쯤 익게 데친다.
3. 데쳐낸 소갈비를 찬물에 깨끗이 씻은 후 간장과 설탕 등을 넣은 물에 은근히 끓여 익힌다.
4. 익힌 갈비를 덜어내고 육수를 식혀 기름기와 찌꺼기를 제거한다.
5. 양은 냄비에 소갈비, 매운 고춧가루, 간장, 굵게 다진 마늘, 졸인 육수를 넣고 10분 정도 익혀 낸다.

## 현황
동인동 찜갈비 골목은 1960년대 후반부터 동인동 치안센터 뒤 골목길에 하나둘 생겨나기 시작하여, 현재 약 100m 길이의 골목 양쪽에 여러 찜갈비 전문점이 운영되고 있다. 대표적인 식당으로는 실비찜갈비, 벙글벙글찜갈비, 산호찜갈비, 봉산찜갈비, 월성찜갈비 등이 있다.
- 실비찜갈비: 1968년 처음 문을 열어 현재 2대째 영업 중인 동인동 찜갈비 전문점으로, 농림축산부가 지정한 안심식당이다.
- 벙글벙글찜갈비: 50년 전통의 찜갈비 전문점으로, 창업자의 조카가 가게를 물려받아 운영하고 있다.
- 산호찜갈비: 2019년 중소벤처기업부가 선정한 백년가게로, 1979년부터 영업을 시작해 현재 2대째 운영 중이다.
- 봉산찜갈비: 1970년에 "실비식당"이라는 이름으로 처음 문을 열었다.
- 월성찜갈비: 30년 이상 영업해 온 향토음식점으로 "묵은맛 명가"로 선정되었다.

1990년대 중반, 동인동 찜갈비 식당 주인들은 힘을 합쳐 "동인찜"이라는 공동 상호로 특허를 받아 원조 논란 없이 동인동 찜갈비 골목을 대표하는 먹거리 골목으로 자리매김했다. 2003년 대구 하계 유니버시아드 대회 이후 널리 알려지면서 대구를 찾는 관광객의 필수 코스로 자리잡았다. 

## 생활 민속적 관련 사항
동인동 찜갈비는 대구광역시가 1989년 동인동 일대를 "찜갈비 골목"으로 지정하여 전통 특성화 음식거리로 육성하고 있는 현대의 음식이다. 동인동 찜갈비는 대구시청이 선정한 대구10미 중 하나로, 대구를 대표하는 향토음식으로 인정받고 있다.